# اقلیم بیابانی

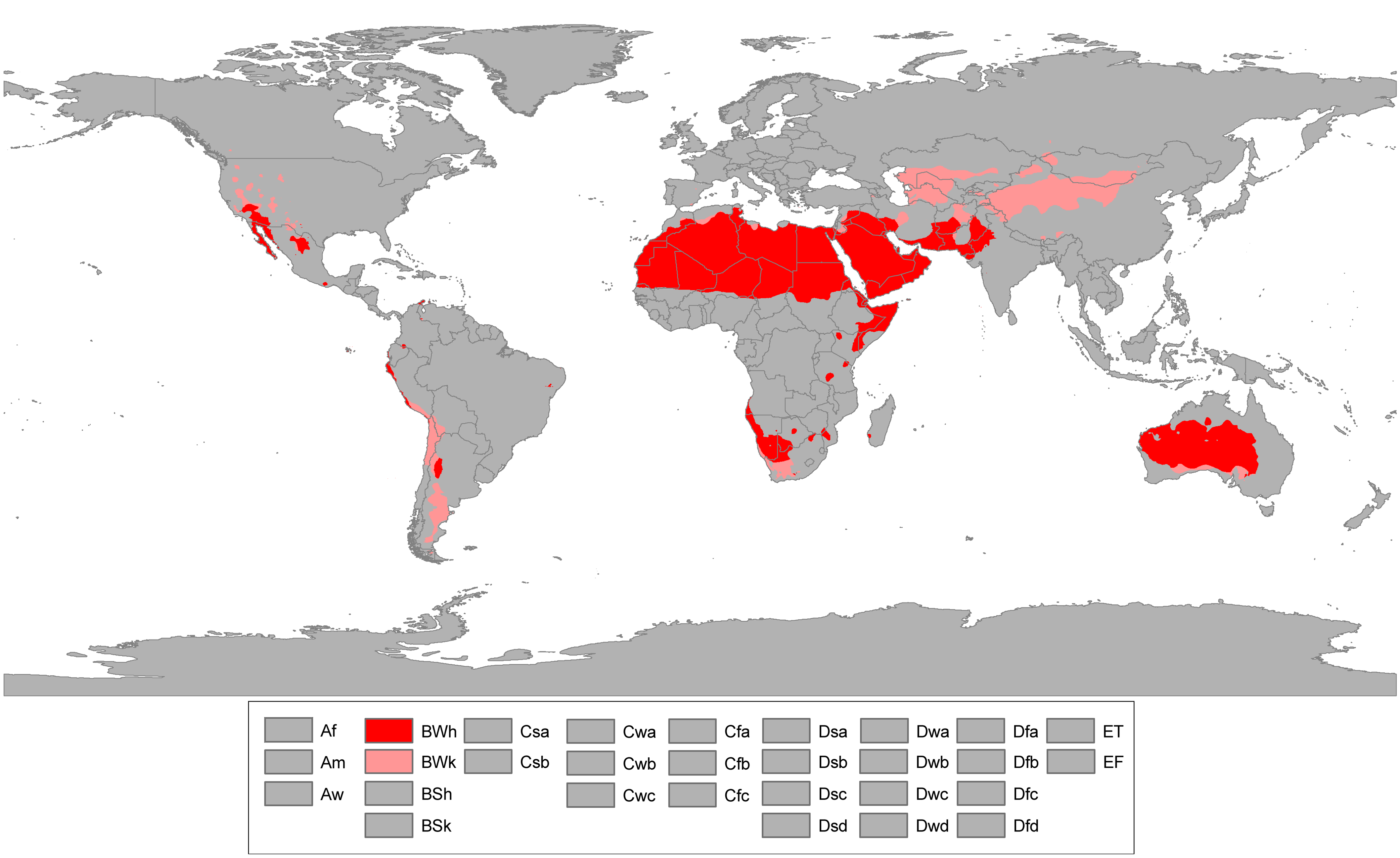
موقعیت مناطق دارای اقلیم بیابانی
BWh
BWk

اقلیم بیابانی نوعی اقلیم رایج پس از اقلیم قطبی است با میزان بارندگی ناچیز و با تبخیر شدید بیشتر از بارندگی است که هیچ نوع پوشش گیاهی در آن دوام نمی‌آورد، مگر در بهترین حالت خار و خاشاک‌هایی پراکنده.